# Lymantria ascetria
Lymantria ascetria är en fjärilsart som beskrevs av Jacob Hübner 1821. Lymantria ascetria ingår i släktet Lymantria och familjen tofsspinnare. Inga underarter finns listade i Catalogue of Life.